# کژگردنی
کژگردنی یا تورتیکولی (به انگلیسی: torticollis) تمایل مقاومت‌ناپذیر سر به یک‌سو به طوری که سرانجام سر در یک طرف می‌ماند را گویند.
کژگردنی علل مختلفی دارد از جمله کژگردنی مادرزادی به علت ترومای هنگام زایمان یا کشیدن گردن نوزاد با انبرک (فورسپس) و کژگردنی اکتسابی به عللی مانند ترومای به مهره‌های گردن، تومور و عفونت. معمولاً در این حالت شانه مقابل بالا آمده‌است.